# Astragalus micranthellus
Astragalus micranthellus är en ärtväxtart som beskrevs av Hugh Algernon Weddell. Astragalus micranthellus ingår i släktet vedlar, och familjen ärtväxter. Inga underarter finns listade i Catalogue of Life.